# Nisan
Nisan (in ebraico נִיסָן‎?) è il settimo mese civile e il primo mese religioso del calendario ebraico. È composto da 30 giorni.
La notte del primo di Nisan gli Ebrei di origine nord africana usano mangiare la bsisa.
Nel quindicesimo giorno di Nisan cade la festa di Pesach, o Pasqua ebraica  (Esodo 12:17,18), i cui festeggiamenti cominciano già al tramonto del giorno precedente, poiché la tradizione ebraica considera il giorno iniziante già con il tramonto; tale festa è celebrata in ricordo dell'uscita degli Ebrei dall'Egitto; a partire dalla seconda sera di Pesach inizia il conteggio dell'Omer.
Prima dell'esilio babilonese il mese era chiamato Abib (Esodo 13,4).
Nei Vangeli sinottici viene detto che il giorno prima della passione fu il 14 Nisan quindi la morte di Gesù è avvenuta il 15 Nisan.

## Periodo
Durante gli anni 5761–5860 del calendario ebraico, Nisan occorre nei seguenti periodi del calendario gregoriano:
| Durata degli anni | Inizio di Nisan    | Fine di Nisan       |
| ----------------- | ------------------ | ------------------- |
| 353 giorni        | 11 marzo–28 marzo  | 10 aprile–27 aprile |
| 354 giorni        | 11 marzo–30 marzo  | 10 aprile–29 aprile |
| 355 giorni        | 12 marzo–30 marzo  | 11 aprile–29 aprile |
| 383 giorni        | 30 marzo–9 aprile  | 29 aprile–9 maggio  |
| 384 giorni        | 1º aprile–9 aprile | 1º maggio–9 maggio  |
| 385 giorni        | 31 marzo–10 aprile | 30 aprile–10 maggio |